# Silas Câmara
Silas Câmara (Rio Branco, 15 de dezembro de 1962) é um pastor evangélico da igreja Assembleia de Deus, empresário e político brasileiro nascido no Acre, mas com carreira política no Amazonas. Deputado federal por este estado há seis mandatos consecutivos desde 1999, em 2014 foi eleito pelo PSD mas, em 2016, filiou-se ao PRB.
Já foi filiado ao PMDB, ao extinto PL, ao antigo PFL (hoje DEM), ao PTB, ao também extinto PAN e ao PSC.
Em 4 de junho de 2016, oficializou sua pré-candidatura à prefeitura de Manaus, visando as eleições de 2016. Ele não foi bem-sucedido, seguindo sua carreira política com nova candidatura em 2018 como deputado federal, eventualmente se tornando líder da Frente Parlamentar Evangélica, vulgo "bancada evangélica".
Em 2022 foi eleito novamente como deputado federal pelo Amazonas, mas não demorou para entrar na mira das autoridades por irregularidades. Em 31 de janeiro de 2024 teve o mandato cassado pelo TRE-AM por captação de recursos ilícitos e abuso de poder econômico na campanha de 2022. Sua cassação cabe recurso; e por conta disso o deputado permanecerá no cargo até que a decisão final seja tomada pelo Tribunal Superior Eleitoral.
Silas Câmara é casado com a também deputada federal Antônia Lúcia, eleita pelo estado do Acre. Sua família detém concessão de radiodifusão, sendo proprietária da Rede Boas Novas de Televisão.

## Atuação parlamentar
Em abril de 2017, votou a favor da reforma trabalhista. Em agosto de 2017, votou a favor do presidente Michel Temer no processo em que se pedia abertura de investigação e que poderia afastá-lo da presidência da república. O voto do deputado ajudou a arquivar a denúncia do Ministério Público Federal. Em 25 de outubro de 2017, na segunda denúncia, votou a favor do presidente novamente.

## Controvérsias

### Peculato e funcionários fantasmas
Câmara foi acusado, no inquérito n.º 2.005, de se apropriar de parte ou da totalidade dos salários de assessores de seu gabinete (esquema chamado popularmente de "rachadinha") e de contratar funcionário fantasma e servidores vinculados à Assembleia Legislativa do Amazonas. A denúncia foi oferecida pelo Ministério Público Federal em junho de 2009 e aceita como ação penal pelos ministros do Supremo Tribunal Federal, por unanimidade, em dezembro de 2010. A mesma denúncia foi desdobrada e resultou na ação penal 579, que segue em segredo de justiça no STF, e na qual o parlamentar responde por crime contra a fé pública por, supostamente, ter utilizado documento de identidade falso.
Em dezembro de 2022, Câmara firmou acordo de não persecução penal com a Procuradoria-Geral da República. O parlamentar confessou a prática do crime de peculato e se comprometeu a pagar uma multa de 242 mil reais. O acordo foi homologado pelo relator, ministro Luís Roberto Barroso.
Em janeiro de 2024, por decorrência desse caso, teve o mandato cassado pelo TRE-AM por captação de recursos ilícitos e abuso de poder econômico.

### Falsificação de documentos
Em junho de 2009, o Supremo Tribunal Federal recebeu, por unanimidade, denúncia oferecida pelo Ministério Público Federal contra o deputado Silas Câmara, à época no PSC, pelos crimes de falsificação de documento público e uso de documento falso (Inquérito 1695).
O deputado teria falsificado sua carteira de identidade e CPF: consta do inquérito policial que a numeração da 2.ª via do documento de identificação do deputado é incompatível com o ano de expedição, 1979, já que o número que consta do documento só foi emitido em 1983, mesmo ano em que o modelo e as características da cédula falsificada foram adotadas. Também não seria possível que a carteira fizesse referência, no suposto ano de sua emissão, ao número do CPF que, segundo a Receita Federal, só foi expedido em 1997. Outro fato apurado foi que a certidão de nascimento, apresentada como documento de origem para a expedição da identidade, não existe nos registros do cartório civil que a teria emitido.
O deputado teria usado essa identidade falsa para lavrar instrumentos públicos de procuração e substabelecimento de procuração relativos à empresa Shequinah Ltda. perante o Cartório de 1º Ofício de Notas de Manaus, e ainda para efeito de qualificação pessoal nas alterações do contrato social da empresa Construtiva Materiais para Construção Ltda. Também apurou-se que seu CPF, expedido em setembro de 1997, é falso: quando requereu sua inscrição na Secretaria da Receita Federal, ele fez declaração falsa quanto ao seu nome, informando chamar-se "Silas Duarte Câmara", que não é seu verdadeiro nome. A defesa alegou que ele não teve intenção de causar danos a terceiros e que apenas alterou seu nome nos documentos para homenagear sua mãe, pois, ao registrá-lo, seu pai não lhe deu o sobrenome materno, "Duarte", como deu aos seus irmãos. O deputado também foi alvo de outro inquérito, autuado a pedido do procurador-geral para a colheita de provas, pelo crime de falsidade do registro de nascimento de Milena Ramos Câmara. Ele a teria registrado como sua filha, quando, na realidade, o pai é o primeiro marido de sua esposa.
Depois que a unanimidade do plenário do STF acolheu a denúncia do procurador-geral da República em 1.º de setembro de 2009, a defesa de Silas Câmara entrou com os embargos de declaração. O recurso do parlamentar foi a julgamento em novembro daquele ano, sendo rejeitado pelo relator, ministro Joaquim Barbosa. Após o voto, o ministro Dias Toffoli pediu vistas. Em novembro de 2010, por maioria dos votos, os ministros rejeitaram novo recurso de Silas Câmara, que passou a ser réu em ação penal pelas supostas práticas dos crimes de falsidade ideológica e uso de documento falso. Na sessão, apenas Toffoli e Ricardo Lewandowski votaram pelo recebimento dos embargos para prestar os esclarecimentos, sem modificar os efeitos da denúncia, mas foram vencidos.
Matéria do jornal Folha de S.Paulo de 14 de janeiro de 2000 já trazia acusações de suposta falsificação nos documentos de Silas Câmara: na ocasião, o deputado Pompeo de Mattos enviou à corregedoria da Câmara e à CPI do Narcotráfico, da qual Silas Câmara era suplente, cópias de documentos que apontavam suposta prática dos crimes de estelionato, falsidade ideológica e falsificação de documentos. O objetivo de Pompeo era que as denúncias fossem investigadas e, caso comprovadas, que fosse aberto processo de cassação. Entre os documentos, haviam cópias autenticadas de carteiras de identidade e CPFs com números diferentes nos quais Câmara aparecia com dois nomes, embora a data de nascimento (15 de dezembro de 1962) e o nome da mãe fossem os mesmos. Segundo os documentos apresentados, o deputado usaria os nomes de "Silas Câmara" e "Silas Duarte Câmara". Havia cópia de registro do Serasa no qual constava a emissão de cheques sem fundo com os números dos dois CPFs supostamente usados pelo deputado. Os cheques teriam sido emitidos em março, maio e junho de 1995 e fevereiro, junho e novembro de 1998.
O então corregedor da Câmara, deputado Severino Cavalcanti, recebeu cópia do pedido de abertura de inquérito pela Polícia Federal feito pelo procurador da República no Amazonas à época, Osório Barbosa. O procurador pedia a investigação de Câmara pela suposta prática dos crimes de falsidade ideológica, estelionato, fraude processual, falsificação de moeda, roubo, tráfico, bigamia, registro de filha de outro como se fosse sua e formação de quadrilha.

### Empresas de assessores
Em abril de 2014, a Mesa Diretora da Câmara dos Deputados recebeu pedido de investigação para apurar a utilização dos recursos da Cota para o Exercício da Atividade Parlamentar, a chamada verba indenizatória, especificamente em relação aos contratos das empresas Cracia Assessoria, Direct Voice Marketing e Gráfica & Papelaria BSB. Mesmo sendo consideradas de pequeno porte, as três empresas faturaram R$ 1,78 milhão em 2013 com serviços prestados aos parlamentares. A investigação foi proposta pelo deputado Chico Alencar, do PSOL, a partir de denúncia do jornal Correio Braziliense. As matérias tratam de suspeição na prestação de serviços, tráfico de influência e incompetência para executar o trabalho proposto.
Duas empresas do Grupo Cracia – Assessoria e Direct Voice – pertencem a dois ex-assessores de Silas Câmara. Juntas, elas receberam R$ 1,224 milhão do "cotão" parlamentar, do qual Silas pagou R$ 204 mil por serviços de consultoria, pesquisa e trabalhos técnicos. O valor arrecadado coloca as companhias em sexto lugar no ranking das que mais lucraram com o "cotão". De acordo com o Correio, a Cracia Assessoria faturou, em 2013, cerca de R$ 643 mil, tendo como atividade principal a locação de veículos a parlamentares. A empresa possuía apenas dois veículos registrados junto ao Detran-DF. O registro dos veículos no CNPJ da empresa locadora é obrigatório, segundo as normas da Câmara. As empresas estavam sediadas em uma pequena sala comercial alugada em Brasília, sem pátio ou garagem para guardar os veículos.
O deputado Silas Câmara afirmou não ter nenhuma relação com o modo de atuação dos ex-assessores e que, durante os 16 anos de mandatos vividos até aquela data, já havia tido entre 15 e 20 servidores no gabinete.

### Corrupção passiva e irregularidades na Boas Novas
Silas é alvo do inquérito policial 3.092, que investiga suposto crime de corrupção eleitoral passiva. O deputado teria captado votos de alunos que frequentavam cursos de informática, corte e costura, oficinas de artesanato, aulas de reforço, aulas de alfabetização de jovens e adultos e palestras motivacionais realizadas pela Fundação Boas Novas, ligada ao grupo de comunicação Boas Novas administrado pela família de Câmara. Esta mesma fundação teria recebido quase R$9 milhões de reais em emendas propostas pelo próprio deputado, através de um convênio com a Secretaria da Cultura do Amazonas.
Além disso, o convênio nº67/2009, entre a Fundação e a Secretaria, no valor de R$ 100 mil, assinado para a realização do evento Batismo na Ponta Negra 2009, foi questionado pelo Supremo Tribunal Federal e considerado irregular pelo Tribunal de Contas do Estado do Amazonas em novembro de 2011. Em 18 de Março de 2013, o Ministro Ricardo Lewandowski pediu ao TCE informações sobre os convênios da Fundação com órgãos do governo do Estado, e também cópia do processo que analisou o pagamento e a aplicação dos recursos disponibilizados pela Secretaria de Cultura, além de pedir que a Polícia Federal também faça diligências. No voto do conselheiro Lúcio Alberto Albuquerque, do TCE, foi apontada uma série de irregularidades no convênio, como a ausência de relatórios para acompanhamento do fluxo dos recursos e das aplicações, e de documentos que comprovem o recolhimento ou depósito em conta bancária, da contrapartida financeira de R$ 10 mil.
A Boas Novas também foi relacionada a outro caso de irregularidade, quando R$472 mil reais foram apreendidos pela Polícia Federal em Rio Branco em poder de um homem cujo nome não foi revelado, dentro de uma caixa de papelão. Segundo a PF, o dinheiro seria supostamente doado à empresa de comunicação da qual a missionária Antônia Lúcia, esposa de Silas, teve que se afastar do cargo de diretora por causa da candidatura à Câmara Federal. A sócia majoritária da Rede Boas Novas, Milena Ramos Câmara, filha de Silas e Antônia, negou que os valores fossem destinados à empresa para favorecer a mãe. Segundo ela, o dinheiro era destinado à Fundação Boas Novas, da Assembleia de Deus, da qual sua família faz parte, e não à sua empresa. Disse ainda que o homem pego com o dinheiro seria um fiel da igreja. "É um voto feito ao Senhor de abençoar as igrejas da Assembleia de Deus. É quando o evangélico sente no seu coração o desejo de ajudar na obra missionária. Então o fiel resolve fazer a doação de gado, resolve juntar as pessoas em oração, resolve abrir uma casa de recuperação de debilitados. Neste caso, ele quis fazer uma doação em espécie, no valor de R$ 472 mil, que é muito pequena se comparada com os milhões de doações que a Fundação recebe."

### Ataque hacker
Na manhã de 31 de agosto de 2014 o site oficial do deputado foi invadido por hackers. Os invasores utilizaram o espaço para descrever supostas denúncias que o deputado estaria respondendo no Supremo Tribunal Federal, além de um vídeo sobre a legalização da maconha. Entre as denúncias citadas estavam falsidade ideológica e contrabando. De acordo com a assessoria do parlamentar, o ataque teria sido feito por um grupo chamado Anonymous Amazonas.